# Gran Premi de Suècia del 1977
Resultats del Gran Premi de Suècia de Fórmula 1 de la temporada 1977, disputat al Circuit d'Anderstorp el 19 de juny del 1977.

## Resultats
| Pos | No | Pilot              | Equip                | Voltes | Temps/ Retirada        | Pos. de sortida | Punts |
| --- | -- | ------------------ | -------------------- | ------ | ---------------------- | --------------- | ----- |
| 1   | 26 | Jacques Laffite    | Ligier - Matra       | 72     | 1h 46' 56. 4           | 8               | 9     |
| 2   | 2  | Jochen Mass        | McLaren - Ford       | 72     | + 8.449 s              | 9               | 6     |
| 3   | 12 | Carlos Reutemann   | Ferrari              | 72     | + 14.369 s             | 12              | 4     |
| 4   | 4  | Patrick Depailler  | Tyrrell - Ford       | 72     | + 16.308 s             | 6               | 3     |
| 5   | 7  | John Watson        | Brabham - Alfa Romeo | 72     | + 18.735 s             | 2               | 2     |
| 6   | 5  | Mario Andretti     | Lotus - Ford         | 72     | + 25.277 s             | 1               | 1     |
| 7   | 22 | Clay Regazzoni     | Ensign - Ford        | 72     | 31.266                 | 14              |       |
| 8   | 34 | Jean Pierre Jarier | Penske - Ford        | 72     | + 1' 04.567 min.       | 17              |       |
| 9   | 16 | Jackie Oliver      | Shadow - Ford        | 72     | + 1' 22.479 min.       | 16              |       |
| 10  | 8  | Hans Joachim Stuck | Brabham - Alfa Romeo | 71     | + 1 Volta              | 5               |       |
| 11  | 30 | Brett Lunger       | McLaren - Ford       | 71     | + 1 Volta              | 22              |       |
| 12  | 1  | James Hunt         | McLaren - Ford       | 71     | + 1 Volta              | 3               |       |
| 13  | 24 | Rupert Keegan      | Hesketh - Ford       | 71     | + 1 Volta              | 24              |       |
| 14  | 31 | David Purley       | LEC - Ford           | 70     | + 2 Voltes             | 19              |       |
| 15  | 27 | Patrick Neve       | March - Ford         | 69     | + 3 Voltes             | 20              |       |
| 16  | 25 | Harald Ertl        | Hesketh - Ford       | 68     | + 4 Voltes             | 23              |       |
| 17  | 17 | Alan Jones         | Shadow - Ford        | 67     | + 5 Voltes             | 11              |       |
| 18  | 28 | Emerson Fittipaldi | Fittipaldi - Ford    | 66     | + 6 Voltes             | 18              |       |
| 19  | 6  | Gunnar Nilsson     | Lotus - Ford         | 64     | Part mecànica          | 7               |       |
| Ret | 10 | Ian Scheckter      | March - Ford         | 61     | Transmissió            | 21              |       |
| Ret | 19 | Vittorio Brambilla | Surtees - Ford       | 52     | Pressió de combustible | 13              |       |
| Ret | 11 | Niki Lauda         | Ferrari              | 47     | Direcció               | 15              |       |
| Ret | 20 | Jody Scheckter     | Wolf - Ford          | 29     | Accident               | 4               |       |
| Ret | 3  | Ronnie Peterson    | Tyrrell - Ford       | 7      | Encesa                 | 10              |       |
| NVC | 9  | Alex Ribeiro       | March - Ford         |        |                        |                 |       |
| NVC | 36 | Emilio de Villota  | McLaren - Ford       |        |                        |                 |       |
| NVC | 18 | Larry Perkins      | Surtees - Ford       |        |                        |                 |       |
| NVC | 33 | Boy Hayje          | March - Ford         |        |                        |                 |       |
| NVC | 39 | Hector Rebaque     | Hesketh - Ford       |        |                        |                 |       |
| NVC | 35 | Conny Andersson    | BRM                  |        |                        |                 |       |
| NVC | 32 | Mikko Kozarowitzky | March - Ford         |        |                        |                 |       |

## Altres
- Pole: Mario Andretti 1' 25. 404

- Volta ràpida: Mario Andretti 1' 27. 607